# Кадіш Луз
Кадіш Луз (при народженні Лозінський ; 10 січня 1895, Бобруйск — 4 грудня 1972, Дганія) — ізраїльський політичний діяч, спікер кнесету з 1959 по 1969 рік.

## Життєпис
Народився 1895 року в Бобруйску в родині купецького сина Гірша Мордуховича Лозінського (1856 — після 1907), зайнятого в бакалійній торгівлі, та Естер Зельдович. Початкову освіту здобув у хедері та місцевій гімназії. Продовжив своє навчання в Політехнічному інституті Карлсруе . Вивчав економіку та соціальні науки в Петербурзькому університеті, а потім агрономію та природничі науки в університетах Одеси та Дерпта .
У період з 1916 по 1917 рік служив у російській армії та закінчив школу офіцерів. Був одним із засновників Всеросійського союзу євреїв-воїнів та сіоністського руху «Ге-Халуц».
У 1920 році емігрував до Землі Ізраїльської ; служив сільськогосподарським робітником у Кір'ят-Анавім та в Беер-Тувії. З 1921 року і до кінця життя Луз — член кібуца Дганія. Один із лідерів Руху кібуців та Гістадрута . У 1935—1940 роках член секретаріату та контрольної комісії Гістадрута, у 1941—1942 роках — член секретаріату робочої ради Тель-Авіва, у 1949—1951 роках — член секретаріату кібуцного руху «Хавер га-квуцот ве-га-кібуцім».
З моменту створення у 1935 році партії МАПАЙ був обраний до центрального комітету цієї партії та членом виконкому Гістадруту. У період з 1951 по 1969 рік — депутат кнесету від Ізраїльської партії праці, у 1955—1959 роках — міністр сільського господарства. У 1959 році був обраний спікером кнесета Ізраїлю. Обіймав цю посаду протягом 10 років. Протягом місяця виконував обов'язки президента Ізраїлю після смерті Іцхака Бен-Цві з 23 квітня 1963 року по 21 травня 1963 року, коли Залман Шазар вступив на пост президента країни.
Помер у 1972 році в Дганія-Бет.

## Ушанування пам'яті
Кадіш Луз — почесний доктор філософії Єврейського університету в Єрусалимі . Його ім'ям названі вулиці в Петах-Тікві, Хайфі, Кір'ят-Моцкіні, Кфар-Саві та Єрусалимі .

## Праці
- «Один із дванадцяти» (1970)
- «Людина та дорога» (1974)